# Xu Shiying
Xu Shiying (ur. 10 września 1873, zm. 13 października 1964) – chiński polityk.
Pochodził z prowincji Anhui. W latach 1912–1913 był przewodniczącym sądu najwyższego, następnie 1913-1914 ministrem sprawiedliwości. Pełnił urząd gubernatora prowincji Fujian (1914-1916) i Anhui (1921). Od 1925 do 1926 roku był premierem Republiki Chińskiej i jednocześnie ministrem finansów. W latach 1936–1938 piastował godność ambasadora Chin w Japonii.
Po ewakuacji rządu Republiki Chińskiej na Tajwan w 1949 roku był doradcą prezydenta.